# Medicina social
A medicina social é um campo interdisciplinar que se concentra na profunda interação entre fatores socioeconômicos e resultados de saúde individuais. Baseado nos desafios da Revolução Industrial, busca, por um lado, entender como as condições sociais, econômicas e ambientais específicas podem impactar diretamente a saúde, as doenças e a prestação de cuidados médicos e, por outro, busca promover condições e intervenções que abordem estes vetores, buscando uma sociedade mais saudável e equitativa. 
A medicina social como campo científico começou gradualmente no início do século XIX, a Revolução Industrial e o subsequente aumento da pobreza e das doenças entre os trabalhadores levantaram preocupações sobre o efeito dos processos sociais na saúde dos pobres. O campo da medicina social é mais comumente abordado hoje por esforços para compreender o que é conhecido como determinantes sociais da saúde. 

## Finalidade
A grande ênfase na ciência biomédica na educação médica,  nos cuidados de saúde e na investigação médica resultou numa lacuna na nossa compreensão e reconhecimento de determinantes sociais muito mais importantes da saúde e das doenças individuais: desigualdades socioeconômicas, guerra, analfabetismo, estilos de vida prejudiciais (tabagismo, obesidade), discriminação por causa da raça, género e religião.  O objetivo da medicina moderna continua a ser a busca de uma base molecular para as doenças. Embora o rendimento prático de tal investigação circunscrita tenha sido enorme, o foco exclusivo nos fenômenos de nível molecular contribuiu para a crescente “dessocialização” da investigação científica: uma tendência para colocar apenas questões biológicas sobre o que são de fato fenómenos biossociais. 
Eles concluíram ainda que “a compreensão biossocial dos fenômenos médicos é urgentemente necessária”.  A medicina social é um campo vasto e em evolução, e o seu âmbito pode abranger uma vasta gama de tópicos que abordam a intersecção da sociedade e da saúde. O escopo da medicina social inclui: 
1. Determinantes Sociais da Saúde: Investigação de como fatores como renda, educação, emprego, raça, gênero, moradia e apoio social impactam os resultados de saúde.
2. Equidade e disparidades na saúde: Estudar as disparidades nos resultados de saúde entre diferentes grupos com base em fatores raciais, económicos, de género ou outros fatores sociodemográficos e criar estratégias para promover oportunidades iguais de saúde para todos.
3. Sistemas e Políticas de Saúde: Avaliar como diferentes sistemas, estruturas e políticas de saúde impactam os resultados de saúde. Isto inclui avaliar a eficácia das campanhas de saúde pública, modelos de seguros e legislação relacionada com a saúde.
4. Saúde Ambiental: Compreender como os fatores ambientais, como a poluição, as alterações climáticas e o acesso à água potável e ao saneamento, afectam a saúde.
5. Saúde Global: Abordar questões de saúde que transcendem as fronteiras nacionais, como epidemias, pandemias ou os impactos da globalização na saúde.
6. Competência Cultural: Treinar profissionais de saúde para compreender e respeitar as diferenças culturais no atendimento ao paciente. Isso envolve a compreensão de diversas crenças, valores e comportamentos de saúde.
7. Migração e Saúde: Estudar as implicações da migração para a saúde, seja devido a conflitos, razões económicas ou outros fatores. Isto inclui analisar questões como a saúde dos refugiados, o acesso aos cuidados de saúde para migrantes indocumentados e muito mais.
8. Urbanização e Saúde: Analisando o impacto das condições de vida urbana, do desenvolvimento urbano e das políticas municipais na saúde.
9. Saúde Mental: Investigando como fatores sociais como estigma, discriminação, isolamento social e eventos traumáticos impactam a saúde mental e o bem-estar.
10. Violência e Saúde: Investigar as implicações para a saúde de diferentes formas de violência, incluindo violência doméstica, violência comunitária e violência estrutural, e desenvolver estratégias para prevenir e abordar estes impactos.
11. Saúde Ocupacional: Examinando os impactos na saúde de diferentes ambientes de trabalho, funções de trabalho e estruturas organizacionais.
12. Uso e Dependência de Substâncias: Analisando os determinantes sociais e as implicações do uso de substâncias, incluindo políticas e atitudes sociais em relação a diferentes substâncias.
13. Envolvimento e Empoderamento Comunitário: Trabalhar com as comunidades para identificar as suas necessidades de saúde, co-criar intervenções e mobilizar recursos para promover a saúde.
14. Educação Médica: Integrar tópicos de medicina social nos currículos médicos para garantir que os profissionais de saúde estejam preparados para abordar os aspectos sociais da saúde e da doença.
15. Colaboração Interdisciplinar: Trabalhar com profissionais de diversas áreas, como antropologia, sociologia, economia e planejamento urbano, para enfrentar desafios complexos de saúde. [4]

## Relações com a Saúde Pública
Embora exista pontos em comum entre a medicina social e a saúde pública, existem distinções entre os dois campos. Diferente da saúde pública, que se concentra na saúde de populações inteiras e abrange amplas estratégias de prevenção de doenças e promoção da saúde, a medicina social mergulha mais profundamente nas estruturas e condições sociais que levam a disparidades de saúde entre diferentes grupos. A sua abordagem é muitas vezes mais qualitativa, concentrando-se nas experiências vividas pelos indivíduos nos seus contextos sociais.  Embora a saúde pública possa lançar intervenções de amplo espectro, como campanhas de vacinação ou iniciativas de saneamento, a medicina social investiga as razões socioeconômicas subjacentes pelas quais certas comunidades podem ser desproporcionalmente afectadas por desafios de saúde. O objectivo final da medicina social é garantir que as estruturas sociais apoiam a saúde de todos os membros, especialmente dos mais vulneráveis ou marginalizados. 
1. Medicina Social:
  - Foco: Principalmente nos fatores socioeconômicos que afectam a saúde e como estes podem ser abordados para promover melhores resultados de saúde.
  - Abordagem : Aprofunda a relação entre a sociedade e a saúde individual. Isto inclui os impactos da discriminação, da desigualdade, da pobreza e de outros determinantes sociais.
  - Contexto Histórico: Originado durante a Revolução Industrial como resposta aos desafios de saúde enfrentados pela classe trabalhadora devido à industrialização.
  - Objetivo: Utilizar a compreensão dos fatores socioeconômicos para influenciar as práticas e políticas de saúde para criar uma sociedade mais saudável. [5]
2. Saúde Pública :
  - Foco: Na saúde da população em geral, visando prevenir doenças e promover a saúde em nível comunitário ou populacional.
  - Abordagem: Abrange um conjunto mais amplo de ferramentas e estratégias, que vão desde a vigilância de doenças, educação em saúde, recomendações políticas e iniciativas de promoção da saúde.
  - Contexto Histórico: Tem as suas raízes no controlo de doenças infecciosas, na garantia de água potável e saneamento, e noutras iniciativas de saúde a nível comunitário.
  - Objetivo: Melhorar os resultados de saúde através de intervenções comunitárias, políticas e educação, muitas vezes utilizando estudos epidemiológicos e análise de dados. [5]

Para compreender a diferença, imagine uma cidade enfrentando um surto de uma doença. Uma abordagem de saúde pública pode envolver campanhas de vacinação, recomendações de saúde pública e medidas de quarentena. Uma abordagem de medicina social pode investigar a razão pela qual certas comunidades dentro da cidade são mais afectadas do que outras, analisando as condições de habitação, a situação profissional, a discriminação racial ou socioeconômica e outros fatores sociais e, em seguida, propondo soluções baseadas nestas percepções. Ambos os campos reconhecem a importância dos determinantes sociais da saúde, mas abordam o tema de ângulos ligeiramente diferentes e com ênfases variadas. Na prática, há muita colaboração e sobreposição entre a medicina social e a saúde pública, pois ambas são essenciais para uma abordagem holística da saúde e do bem-estar. 

## Assistência social
A assistência social visa promover o bem-estar e enfatiza os esforços preventivos, de melhoria e de manutenção durante doenças, deficiências ou incapacidades. Adopta uma perspectiva holística sobre a saúde e abrange uma variedade de práticas e pontos de vista que visam a prevenção de doenças e a redução dos encargos econômicos, sociais e psicológicos associados a doenças e enfermidades prolongadas. O modelo social foi desenvolvido como uma resposta direta ao modelo médico, o modelo social vê as barreiras (físicas, atitudinais e comportamentais) não apenas como uma questão biomédica, mas como causadas em parte pela sociedade em que vivemos - como um produto dos mundos físico, organizacional e social que levam à discriminação. A assistência social defende a igualdade de oportunidades para setores vulneráveis da sociedade. 

## História
O médico alemão Rudolf Virchow (1821–1902) lançou as bases para este modelo. Outras figuras proeminentes na história da medicina social, a partir do século 20, incluem Salvador Allende, Henry E. Sigerist, Thomas McKeown,  Victor W. Sidel, Howard Waitzkin e, mais recentemente, Paul Farmer e Jim Yong Kim.  No livro "A segunda doença", Waitzkin traça a história da medicina social desde Engels, passando por Virchow e Allende.  Waitzkin procurou educar os norte-americanos sobre as contribuições da Medicina Social Latino-Americana. 
Em 1976, o cientista britânico de saúde pública e crítico de saúde Thomas McKeown, MD, publicou "O papel da medicina: sonho, miragem ou inimigo?" , onde resumiu fatos e argumentos que apoiaram o que ficou conhecido como a tese de McKeown, ou seja, que o crescimento da população pode ser atribuído a um declínio na mortalidade por doenças infecciosas, principalmente graças a uma melhor nutrição, mais tarde também a uma melhor higiene, e apenas marginalmente e tarde para intervenções médicas, como antibióticos e vacinas.  McKeown foi fortemente criticado por suas ideias controversas, mas hoje é lembrado como "o fundador da medicina social". 

## Saúde Ocupacional e Medicina Social
O mundo do trabalho desempenhou um papel fundamental no desenvolvimento de uma abordagem social da saúde durante a primeira revolução industrial, como exemplificado pelo trabalho de Virchow sobre o tifo e os mineiros de carvão.  Nos últimos 50 anos, Segurança e Saúde Ocupacional.   A distinção resultante entre riscos e resultados relacionados com o trabalho/não-trabalho serviu como uma linha artificial de demarcação entre a Saúde e Segurança do Trabalho e o resto da saúde pública.  No entanto, a crescente desigualdade social, a reorganização fundamental do mundo do trabalho  e uma ampliação da nossa compreensão da relação entre trabalho e saúde  confundiram esta linha de demarcação e destacam a necessidade de expandir e complementam a visão reducionista de causa e efeito. Em resposta, a Segurança e Saúde do Trabalho está a reintegrar uma abordagem social para ter em conta as interações sociais, políticas e económicas que contribuem para os resultados da saúde ocupacional.  

## Literatura
- Social Medicine: http://journals.sfu.ca/socialmedicine/index.php/socialmedicine/index
- Social Medicine Portal: http://www.socialmedicine.org/
- Porter D (2006). «How Did Social Medicine Evolve, and Where Is It Heading?». PLOS Med. 3 (10): e399. PMC 1621092. PMID 17076552. doi:10.1371/journal.pmed.0030399
- Matthew R. Anderson, Lanny Smith, and Victor W. Sidel. What is Social Medicine?  Monthly Review: 56(8). http://www.monthlyreview.org/0105anderson.htm
- King NMP, Strauss RP, Churchill LR, Estroff SE, Henderson GE, et al. editors (2005) Patients, doctors, and illness. Volume I: The social medicine reader 2nd edition Durham: Duke University Press.
- Henderson GE, Estroff SE, Churchill LR, King NMP, Oberlander J, et al. editors (2005) Social and cultural contributions to health, difference, and inequality. Volume II: The social medicine reader 2nd edition Durham: Duke University Press.
- Oberlander J, Churchill LR, Estroff SE, Henderson GE, King NMP, et al. editors (2005) Health policy, markets, and medicine. Volume III: The social medicine reader 2nd edition Durham: Duke University Press.
- Porter D, Porter R (1988). «What was social medicine? An historiographical essay». J Hist Sociol. 1 (1): 90–106. PMID 11617341. doi:10.1111/j.1467-6443.1988.tb00005.x
- Stonington S, Holmes SM (2006). «Social medicine in the twenty-first century». PLOS Med. 3 (10): e445. PMC 1621097. PMID 17523252. doi:10.1371/journal.pmed.0030445